# NGC 377
NGC 377 é uma galáxia espiral (Sbc) localizada na direcção da constelação de Cetus. Possui uma declinação de -20° 19' 53" e uma ascensão recta de 1 horas, 06 minutos e 35,1 segundos.
A galáxia NGC 377 foi descoberta em 1886 por Frank Leavenworth.